# Річард Раундтрі
Річард Раундтрі (англ. Richard Roundtree; 9 липня 1942 — 24 жовтня 2023) — американський актор.

## Біографія
Річард Раундтрі народився 9 липня 1942 року в Нью-Рошелль, штат Нью-Йорк. Вчився в коледжі на футбольну стипендію. Перш ніж почати акторську кар'єру працював моделлю. У 1971 році він отримав головну роль у фільмі «Шафт». Після його комерційного успіху він знявся в двох його сіквелах, «Велика перемога Шафта!» (1972) і «Шафт в Африці» (1973), а також в серіалі в «Шафт» (1973-74). Кілька наступних років він виконував головні ролі в ряді провальних фільмів, а також з'явився у фільмі «Землетрус» (1974). У 1977 році, Раундтрі з'явився в декількох епізодах епічного міні-серіалу «Коріння» в ролі раба.

## Фільмографія
- 1981 — Інчхон / Inchon
- 1981 — Око за око / An Eye for an Eye
- 1982 — Q / Q
- 1984 — Заваруха в місті / City Heat
- 1988 — Маніяк-поліцейський / Maniac Cop
- 1989 — Банкір / The Banker
- 1992 — Кривавий кулак 3: Змушений боротися / Bloodfist III: Forced to Fight
- 1995 — Сім / Se7en
- 1997 — Джордж із джунглів / George of the Jungle
- 2000 — Шафт / Shaft
- 2004 — Макс-руйнівник: Прокляття дракона / Max Havoc: Curse of the Dragon
- 2005 — Цеглина / Brick
- 2019 — Чого хочуть чоловіки / What Men Want